# Cafres
Cafres zijn de inwoners van Réunion die nakomelingen zijn van Afrikanen en Malagassiërs. Deze mensen zijn vaak van gemengde afkomst. De term voor deze bevolking wordt vaak gebruikt in tegenstelling tot andere gebieden in de omgeving die de term als discriminerend ervaren. Het is dan vergelijkbaar met de discriminerende woorden "kaffer" in het Afrikaans en "nigger" in het Amerikaans-Engels. De term wordt ook gebruikt voor de benaming van etnische groepen die nazaten zijn van Zuidoost-Afrikanen die naar het gebied werden gehaald als slaven. Bij het jaarlijkse 'fête des Cafres' wordt de bevrijding van de Réunionse slaven gevierd. De slavernij werd op 20 december 1848 afgeschaft.
De meeste Cafres zijn christelijk.